# Två ensamma i storstaden
Två ensamma i storstaden är en novell, skriven av Sara Larsson och publicerades år 1992 i novellsamlingen möten. Berättelsen är en kortare novell, består av drygt fem sidor text och är en tragisk, realistisk vardagsskildring.

## Bakgrund
Sara Larsson (f. 1976) skrev denna novellen när hon som femtonåring var med och deltog i en novelltävling på temat möten. Temat är aktuellt och lockade många skribenter, både gamla och unga. När tävlingstiden gick ut hade juryn fått in 450 berättelser, som alla på något vis handlade om möten. Av alla dessa noveller valdes 25 stycken ut, bland dem Saras berättelse om William och Michael (Två ensamma i storstaden). Novellerna publicerades senare i novellsamlingen Möten (1992).

## Handling
Michael är tretton år gammal och hemlös. En kväll när han kommer in i Saint James's Park hör han plötsligt någonting i mörkret bland buskarna. Först vet han inte vad det är men så plötsligt står det klart för honom att det är en människas hysteriska gråt han hör. Han tänker först strunta i snyftningarna men ångrar sig sedan och smyger närmare platsen där gråten kommer ifrån. Det visar sig att det är en 50-årig man som ligger och snyftar. Hans bästa vän har precis begått självmord och hans älskarinna med barn har lämnat honom. Michael och mannen (Will) blir bästa vänner och går rakt in i varandras hjärtan på bara en natt. Dagen efter slutar den här sorgliga historien med att Will dör och livet faller isär ännu mer för Michael.

## Karaktärer
Michael är en trettonårig hem- och föräldralös pojke i storstaden London. Michael lever på att stjäla mat och äta det han kan hitta i soptunnorna runt st James park. St James park är även Michael sovplats som han får sova varje natt på en bänk
William är en 50-årig hemlös och deprimerad man som precis har mist sin bästa vän som tog sitt liv i New York. Till råga på allt så har även hans älskade kvinna med barn gått bort.

## Platser
Novellen utspelar sig i den brittiska storstaden London runt St James’s park. Parken förklaras att vara dyster, tom och mörk plats. Stora hus omringar parken med gränder och bänkar där de hittar tak över huvudet. Det är ganska folktomt men ändå lite personer som strosar runt.

## Källa
Första novellboken sid. 63-69 Hans-Eric Ekengren och Brita Lorentzson-Ekengren (2003)